# Offshore-Windpark London Array
London Array ist ein Offshore-Windpark vor der Ostküste Englands. Mit den Planungen wurde 2001 begonnen und das Projekt im November 2007 genehmigt. Insgesamt waren bis zu 341 Windenergieanlagen geplant, die über einen Zeitraum von vier Jahren errichtet werden und insgesamt eine Leistung von etwa einem Gigawatt haben sollten.
Die erste Ausbaustufe mit 175 Windenergieanlagen und einer Gesamtleistung von 630 MW wurde im Dezember 2012 fertiggestellt, die vollständige Inbetriebnahme erfolgte im April 2013. Am 4. Juli 2013 wurde London Array als zu dem Zeitpunkt größter Offshore-Windpark der Welt von Premierminister David Cameron offiziell eröffnet.

## Lage
London Array war der seinerzeit größte Windpark in der Nordsee. Der Standort liegt im äußeren Mündungsbereich der Themse vor der Küste der englischen Grafschaften Kent und Essex und umfasst eine Fläche von 245 Quadratkilometern bei einer Wassertiefe von bis zu 23 Metern.

## Projektentwicklung
Das Projekt wurde von dem Konsortium London Array Limited entwickelt. Beteiligt waren die britische E.ON-Tochter, Dong Energy und die Mubadala Development Company, die 2008 20 Prozent der Anteile von E.ON übernahm. Beteiligt war zunächst auch das Energieunternehmen Royal Dutch Shell, es zog sich jedoch 2008 zurück. Im Endausbau mit 1000 MW sollen jährlich 3400 GWh Energie produziert werden, was dem Energiebedarf von 750.000 Haushalten entspricht. Im Juli 2023 verkaufte Ørsted seinen 25 % Anteil am Windpark an die britische Vermögensverwaltungsgesellschaft Schroders bzw. Greencoat UK Wind.

## Phase 1
Die erste Ausbaustufe mit 175 Windenergieanlagen (WEA) und einer Gesamtleistung von 630 Megawatt wurde im Dezember 2012 fertiggestellt. Die Turbinen wurden von Siemens Windenergie geliefert. Verbaut wurden Turbinen des Typs SWT 3.6-120 mit 3,6 Megawatt Nennleistung, die Anlagen haben einen Rotordurchmesser von 120 Metern und eine Nabenhöhe von 87 Metern. Die Gesamthöhe einer WEA beträgt 147 Meter.
Die Monopile-Fundamente der Windenergieanlagen und zwei Umspannplattformen baute Bilfinger Berger zusammen mit dem dänischen Partner Per Årslev. In den beiden Umspannplattformen wird der von den WEA stammende Strom von Mittelspannung (33 kV) auf 150 kV transformiert und via Seekabel zu einem eigens errichteten Umspannwerk in Cleve Hill geleitet, wo Anschluss an das 400-kV-Netz besteht. Insgesamt wurden 210 Kilometer 33-kV-Kabel und 220 km 150-kV-Kabel verlegt.
Die Investitionssumme belief sich nach Angaben der Investoren auf 2,2 Milliarden Euro.

## Phase 2
Die Gesamtkosten nach Abschluss der Phase 2 mit weiteren 240 Megawatt wurden auf 3 Milliarden Pfund geschätzt. Gesichert werden sollte die Finanzierung zusätzlich durch die Europäische Investitionsbank. Die britische Regierung verfolgte damit das Ziel, den Anteil der Erneuerbaren Energien bei der elektrischen Stromversorgung bis 2015 auf 15,4 % zu erhöhen.
Die Pläne, das Projekt um 240 MW zu erweitern, wurden im Februar 2014 verworfen, nachdem die Royal Society for the Protection of Birds (Königliche Gesellschaft für Vogelschutz) Bedenken wegen der Auswirkungen auf eine lokale Sterntaucher-Population geäußert hatte.

## Betrieb

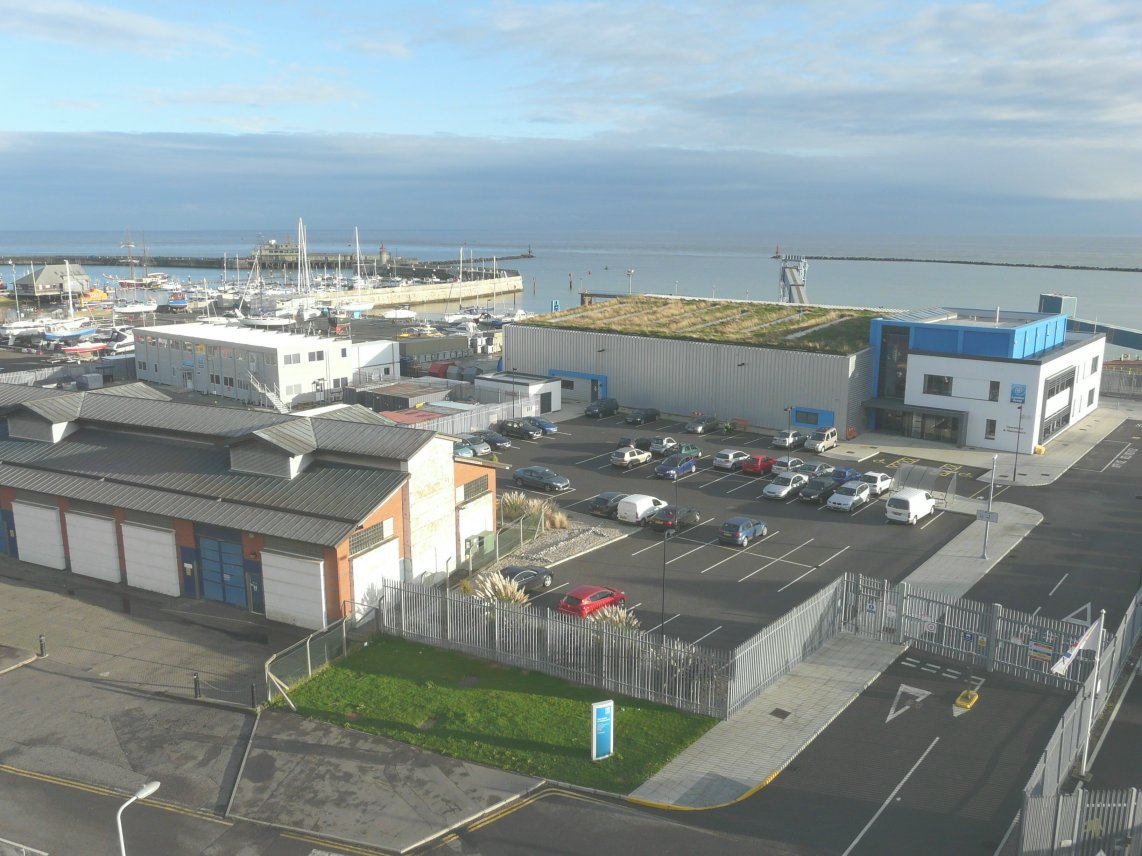
London Array-Stützpunkt in Ramsgate

Die Wartung der Turbinen wird von Siemens durchgeführt. Im Oktober 2017 wurde der Wartungsvertrag verlängert. 2023 übernahm RWE die Wartung für zehn Jahre. Der Stützpunkt befindet sich im Hafen von Ramsgate.
Die Jahresproduktion im Jahr 2015 lag bei ca. 2500 GWh, was einem Kapazitätsfaktor von ca. 45 % bzw. rund 4000 Volllaststunden entspricht. Im windstarken Dezember 2015 speiste der Windpark 369 GWh ins Netz ein. In zehn Jahren erzeugte er insgesamt 22.743.640 MWh Strom bei 3600 Volllaststunden.
Von dem im Windpark erzeugten Ökostrom werden 53 GWh seit dem 1. April 2025 über Power Purchase Agreements an fünf britische genossenschaftliche Einzelhandelsunternehmen der The Co-operative Group geliefert.